# Renegade X
Renegade X ist ein Fan-Remake von Command & Conquer: Renegade auf Basis der Unreal Engine. Es erschien am 26. Februar 2014 als kostenfreier Download.

## Spielprinzip
Gespielt wird als Infanterist in Egoperspektive oder in Fahrzeugen in Third-Person-Perspektive. Neue Klassen und Fahrzeuge bekannt aus Command & Conquer: Der Tiberiumkonflikt können gegen Ressourcen von den einzelnen Spielern eingekauft werden. Ein Tiberium-Ernter kann zusätzliche Ressourcen zur Verfügung stellen. Der Ernter und die Basis, in der Einkäufe getätigt werden können, kann vom gegnerischen Team zerstört und muss daher verteidigt werden. Spielziel ist die Zerstörung der gegnerischen Basis.

## Entwicklung
Die Idee für die Neuauflage entstand beim Modding von Command & Conquer: Renegade. Ursprünglich sollte das Spiel Renegade 2007 heißen. Es erschien zunächst als Mod parallel zur Entwicklung von Unreal Tournament 3 mit zweieinhalb Jahren Entwicklungszeit. Eine erste Betaversion erschien am 30. September 2009. Im Laufe der Entwicklung wurde das Spiel selbstständig lauffähig. Mit Renegade X: Black Dawn erschien im Jahr 2012 eine Einzelspieler-Kampagne. 2014 folgte die offene Beta-Phase des Mehrspielermodus. Das Spiel wurde fortlaufend weiterentwickelt. 2015 wurde ein Mod SDK veröffentlicht. Mit Renegade X: Firestorm ist eine Erweiterung in Entwicklung, die das Spiel um Kampfeinheiten aus der Command & Conquer: Tiberian Sun Ära ergänzt. Neu ist dabei der Aufbau der Basis durch die Spieler.

## Rezeption
Das Spielgefühl des Originals werde im Guten wie im Schlechten eingefangen. Der Spielmodus sei einzigartig, da die Ressourcen nicht unbegrenzt sind und die Basis verteidigt werden muss. Komfortfunktionen wie eine Übersichtskarte fehlen. Für Hobbyentwickler sei das Resultat dennoch beeindruckend. Das Fan-Remake sei ein vollwertiges Spiel, das sich sowohl grafisch als auch spielerisch mit Vollpreistiteln messen könne.